# 卢茨·东布罗夫斯基
卢茨·东布罗夫斯基（德語：Lutz Dombrowski，1959年6月25日—），德国男子田径运动员，主攻跳远。他曾代表东德参加1980年夏季奥林匹克运动会田径比赛，获得男子跳远金牌。